# 布拉格

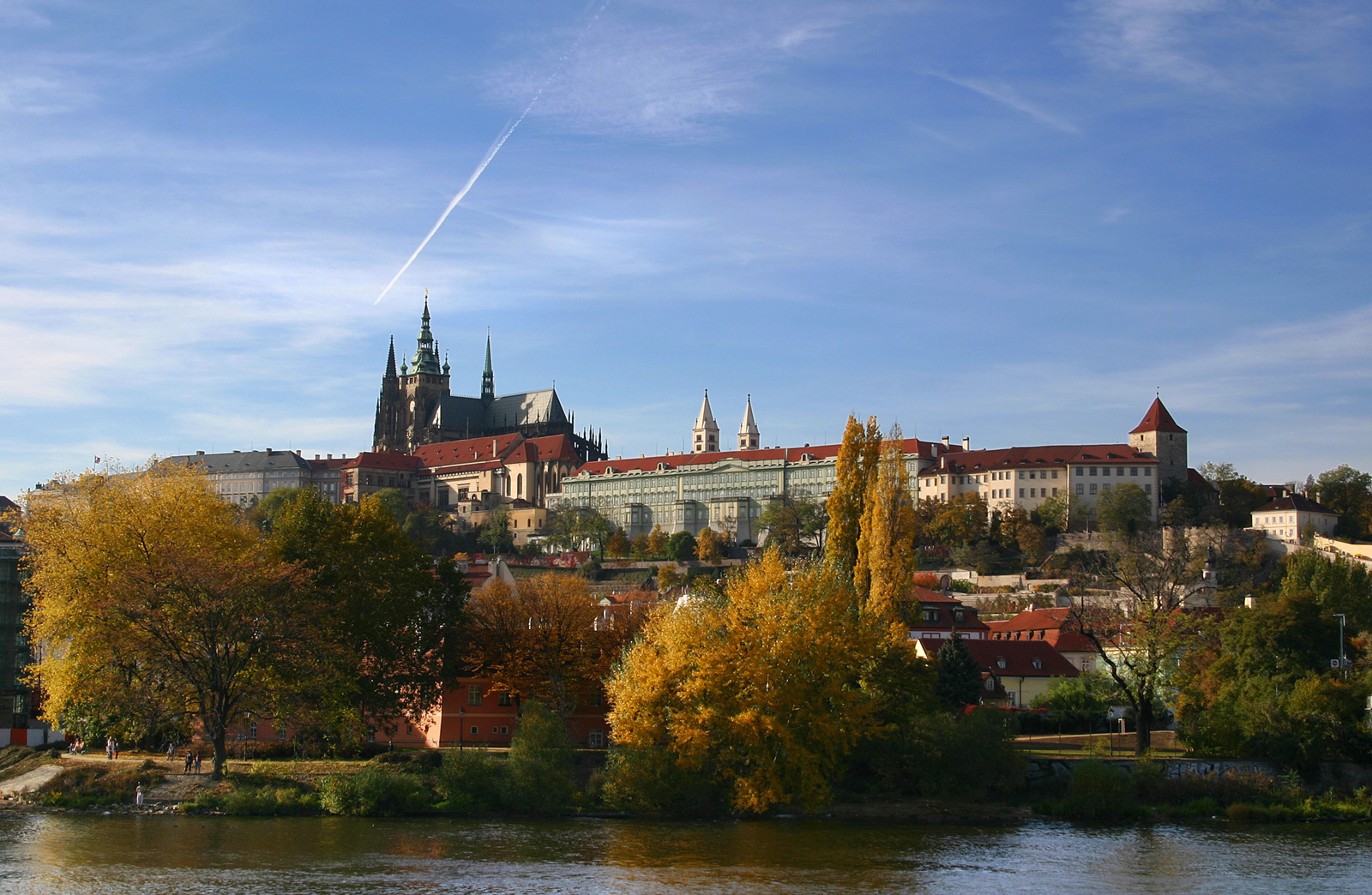
布拉格城堡

布拉格（捷克語： [ˈpraɦa] ⓘ；德語： [pʁaːk] ⓘ）是捷克的首都和最大城市、欧盟第十四大城市，和历史上波希米亚的首都，位于该国的中波希米亚州、伏尔塔瓦河流域。该市地处欧洲大陆的中心，在交通上一向拥有重要地位，与周边国家的联系也相当密切（特别是在地理上恰好介于德國柏林与奧地利维也纳这2个德语国家的首都中间）。布拉格的面积为496平方公里，截至2022年1月，人口約为127.5万。
布拉格是一座欧洲历史名城。城堡始建于公元9世纪。1345—1378年，在查理四世统治时期，布拉格成为神圣罗马帝国兼波希米亚王国的首都，而达到鼎盛时期，并兴建了中欧第一所大学──查理大学。15世纪和17世纪，在布拉格先后由于宗教原因发生2次掷出窗外事件，分别引发了胡斯战争和影响深远的欧洲三十年战争（1618年-1648年）。工业革命以后到第二次世界大战以前，布拉格属于欧洲工业较发达的城市之一，在奥匈帝国拥有举足轻重的地位。当时布拉格也曾是一个多民族混居的城市，多元文化是其显著特色，不过经过两次世界大战之后，布拉格已经基本上成为单一捷克民族的城市。在冷战时期，布拉格又发生过数次震动世界的事件：1948年共产党夺权、1968年的布拉格之春和1989年的天鹅绒革命。
布拉格是一座著名的旅游城市，市内拥有为数众多的各个历史时期、各种风格的建筑，从罗马式、哥特式建筑、文艺复兴、巴洛克、洛可可、新古典主义、新艺术运动风格到立体派和超现代主义，其中特别以巴洛克风格和哥特式建筑更占优势。布拉格建筑给人整体上的观感是建筑顶部变化特别丰富，并且色彩极为绚丽夺目（红瓦黄墙），因而拥有“千塔之城”、“金色城市”等美称，号称欧洲最美丽的城市之一。1992年，布拉格历史中心列入联合国教科文组织的世界文化遗产名单，2017年数据，每年有870万旅客慕名而来，是欧洲第六受欢迎来旅游的城市。2013年，布拉格入选世界首座“世界文化遗产”城市。
布拉格也是欧洲的文化重镇之一，历史上曾有音乐、文学等诸多领域众多杰出人物，如作曲家沃尔夫冈·莫扎特、貝多伊齊·史麥塔納、安东宁·德沃夏克，作家弗朗茨·卡夫卡、瓦茨拉夫·哈维尔、米兰·昆德拉等人在该城进行创作活动，今天该市仍保持了浓郁的文化气氛，拥有众多的歌剧院、音乐厅、博物馆、美术馆、图书馆、电影院等文化机构，以及层出不穷的年度文化活动。

## 历史

### 早期历史

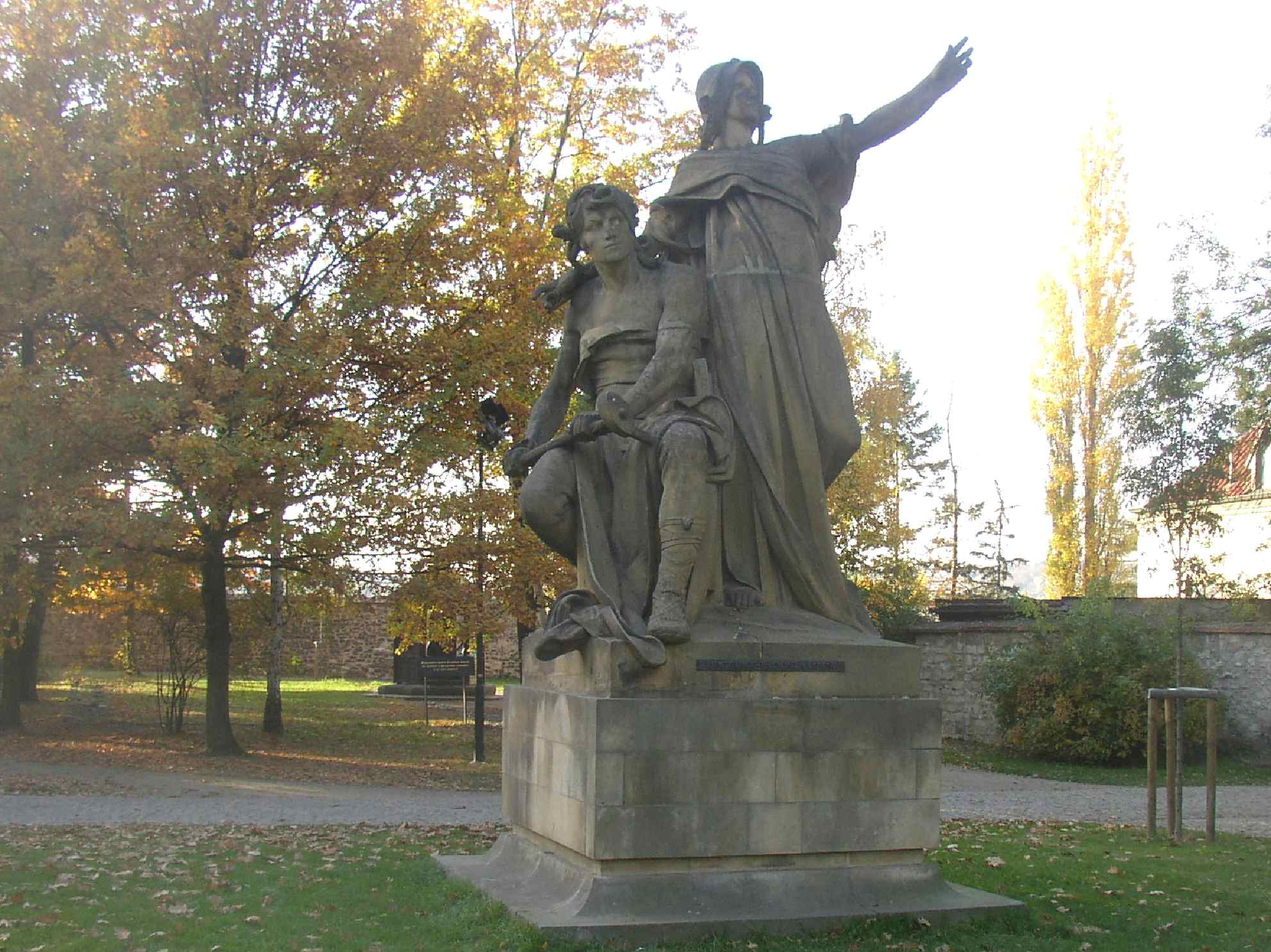
培密索尔和莉布丝，雕于1881年

自从旧石器时代起，布拉格所在的地方就已经有人类定居。大约公元前500年，凯尔特人的波伊（Boii）部落居住在这一地区，他们将这个地区称为波希米亚。后来，日耳曼人赶走凯尔特人，移居到这一地区。到公元6世纪，日耳曼人部落多数移居到多瑙河流域，一支斯拉夫部落乘机从西面入侵，定居在波希米亚地区，他们就是捷克民族的祖先。
根据传说，布拉格的创建者是莉布丝公主和她的丈夫，农夫培密索尔，并以培密索尔的名字命名，建立了霍什米索王朝（Přemyslid）。传说公主在她位于中波希米亚的莉布新（Libusin）城堡中说了许多预言（得到7世纪以前考古学发现的证实）。其中一个预言说，她预见到了布拉格的荣耀。一天，她在异象中“看见一个伟大的城市，它的荣耀能达到天上的繁星！我看见它在在森林中伏尔塔瓦河畔陡峭的悬崖之上，那里有一个男人，他正在为房屋凿出门槛（prah），在那里要建起一座名叫布拉格（Praha）的城堡。王子和公爵们都要在门槛前弯腰，他们要向城堡和环绕它的城市低头。它将得到尊敬，得到人所共知的荣誉，整个世界都要赞美它。” 无论这个传说是真是假，布拉格确实是以9世纪在伏尔塔瓦河右岸居高临下建造的高堡（Vyšehrad）为核心，而逐渐形成的。后来在河对岸建造了另一座城堡，就是今天的布拉格城堡。不久布拉格成为波希米亚的首都，并成为欧洲南北商路上一个重要的贸易中心，吸引了许多犹太人。973年，该市成为一个教区中心。
13世纪，在布拉格城堡周围的3个居民点获得了市镇的特权。1257年，在布拉格城堡以南小城（Malá Strana）被新建，这是德意志人居住的地区，拥有自治权。紧邻城堡西面和北面的布拉格城堡区（Hradčany）在1320年获得自治权。伏尔塔瓦河对面的布拉格老城则早在1230年就已获得自治权。

### 查理四世/卡雷爾一世时期

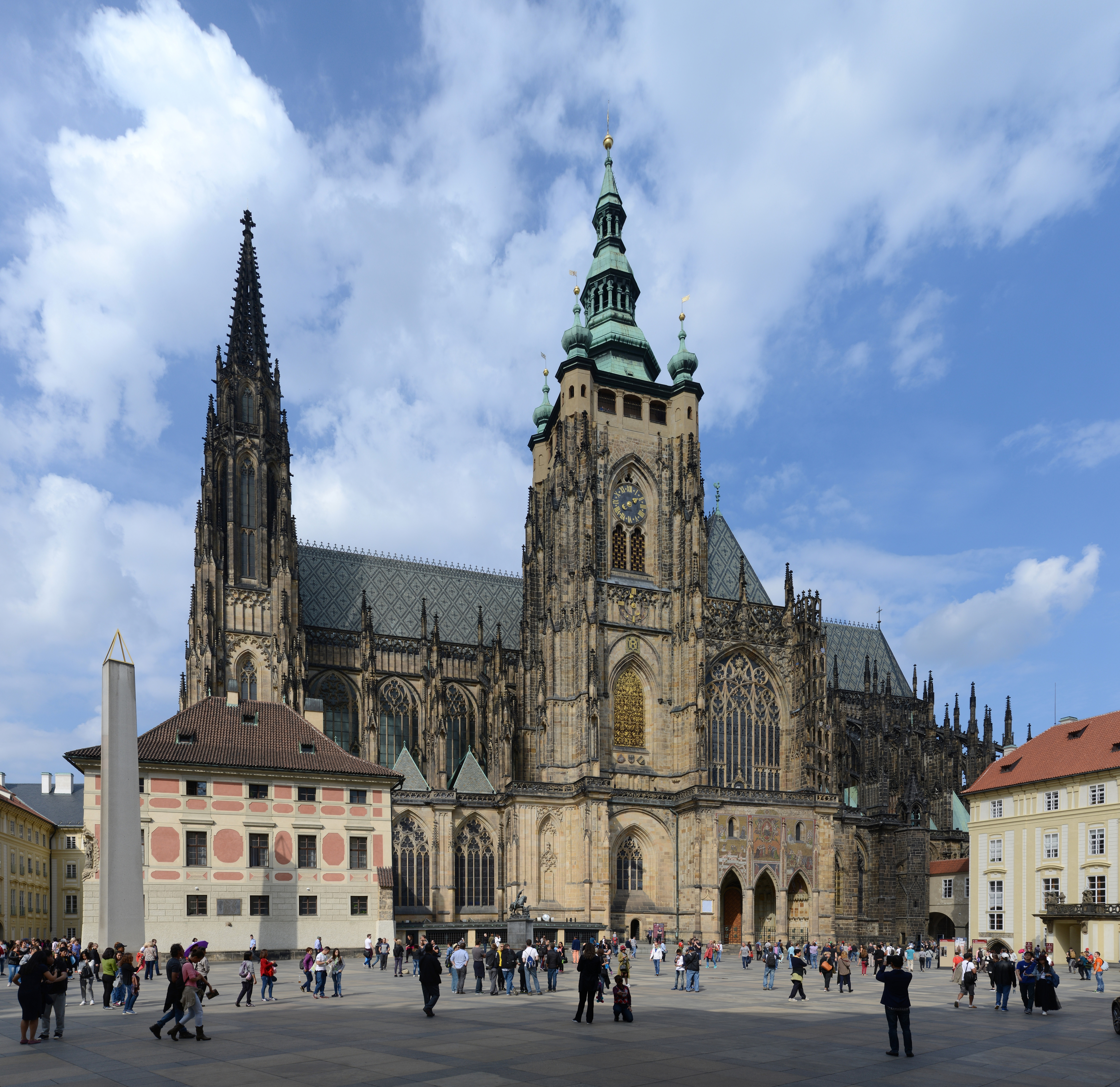
圣维特主教座堂始建於 1344年

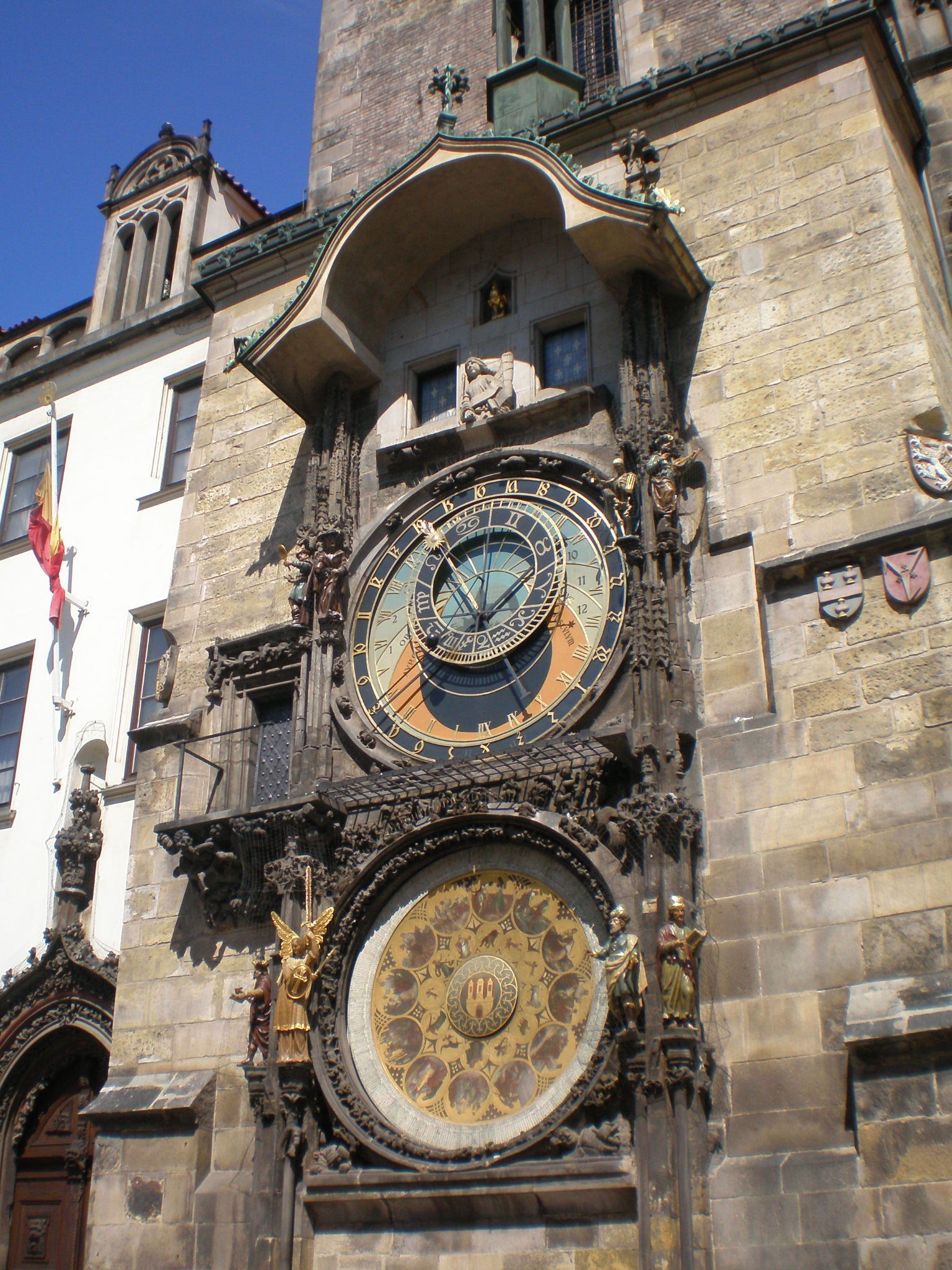
布拉格天文鐘於1410年首次安裝，使其成為世界上第三古老的天文鐘，也是目前仍在工作的最古老天文鐘

14世纪，布拉格在神圣罗马帝国卢森堡王朝的查理四世统治下达到鼎盛时期。查理四世是捷克公主和卢森堡的约翰的长子，于1316年出生在布拉格，1346年当他父亲去世时成为波希米亚国王。由于他的争取，布拉格教区在1344年升格为总教区。1355年，查理在罗马加冕，成为神圣罗马帝国皇帝。布拉格成为神圣罗马帝国的京城。查理希望布拉格成为世界上最美丽的城市之一。他将布拉格建成帝国境内最为辉煌的城市，而位于该市最为显赫的建筑就是圣维特主教座堂，在中欧首先采用了宏伟的哥特式，室内装饰采用了独立的艺术风格，称为波希米亚学派。1348年4月7日，他建立了中欧、北欧和东欧的第一所大学，今天称为查理大学，是捷克最古老的大学，也曾是德国第一所大学。同年，他还在老城的旁边建立了布拉格新城，并在新城和小城之间架起了查理大桥。他还新建了许多教堂。当时，布拉格是欧洲的第三大城市，拥有一个造币厂，德国和意大利的商人和银行家聚集于此。 
1402年起，查理大学的神学教授胡斯在伯利恒小教堂用捷克语布道，让平信徒与神职人员同领圣体和圣血，而被教庭裁定为异端，1415年7月6日在康斯坦茨处以火刑。4年以后，布拉格发生第一次掷出窗外事件，引发了胡斯战争。

### 哈布斯堡时期

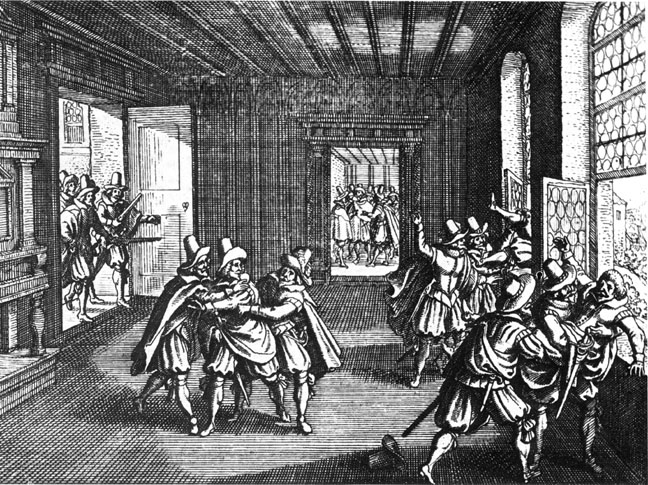
掷出窗外事件

自1526年起，波希米亚开始处于哈布斯堡王朝的统治之下。鲁道夫二世在位时（1576-1612年），再次将神圣罗马帝国的首都设在布拉格。他除了热衷于占星术和魔法，同时也热爱艺术，使得布拉格成为欧洲的文化之都，聚集了开普勒等一批天文学家、画家。1617年，狂热的天主教徒，皇帝斐迪南二世登基，决意不再容忍新教徒。1618年，布拉格再次发生拋窗事件，引发了残酷的三十年战争。1621年在城外不远处进行的白山战役中，捷克军队战败，27名新教徒贵族在老城广场被处死。1648年，瑞典军队攻占并洗劫了布拉格，神圣罗马帝国皇帝将宫廷迁往维也纳，此后布拉格进入一段萧条时期，城市人口也从战前的6万下降到2万。
1689年的一场大火烧毁了布拉格，随后该市得以重建。在18世纪，该市经济持续上升，到1771年拥有8万居民，其中有许多是贵族和富裕的商人，在城内兴建了许多宫殿、教堂和花园，它们普遍采用装饰华丽的巴洛克风格，在全世界赢得了声誉。1784年，原来的四个自治镇──城堡区（位于城堡西面和北面）、小城（位于城堡南边）、老城（位于城堡东边，与城堡区隔河相对）和新城（位于东南方），正式合并为一个城市。

1806年，根据拿破仑的命令，神圣罗马帝国解散了，皇帝弗朗西斯二世放弃神圣罗马皇帝称号，改称奥地利皇帝弗朗西斯一世。
1848年革命震撼了整个欧洲，同样也震撼了布拉格，但被猛烈的镇压。第二年，捷克民族主义运动（反对另一个民族主义政党，the German one）开始兴起，直到在1861年在市议会中赢得多数。 
19世纪，布拉格城市继续扩张。1850年，约瑟夫城（猶太區）并入布拉格市。1883年，布拉格市又添加了高堡（Vyšehrad）区。工业革命对布拉格产生了巨大影响，这是因为附近地区有煤矿和钢铁工厂，对开设工厂很有利。波希米亚成为奥匈帝国境内最富裕的地区。第一个郊区卡林形成于1817年，20年后人口就达到10万。1842年，布拉格兴建了第一条铁路。

### 20世纪以来

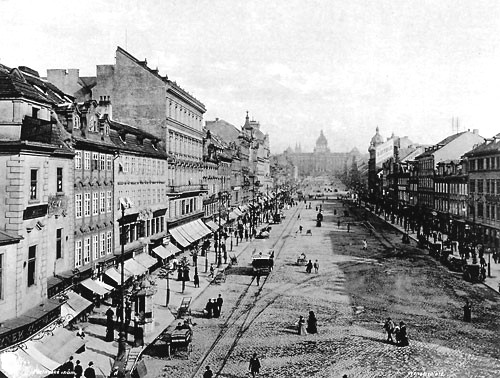
19世纪的布拉格

第一次世界大战结束后，奥匈帝国战败，布拉格成为新成立的捷克斯洛伐克的首都，布拉格城堡则成为总统府。这一时期，布拉格仍以工业发达闻名欧洲。1922年初，周边37座自治城镇划归布拉格，居民骤增至676,000人。1930年人口达到85万。到1938年，布拉格人口增加到100万。
1939年3月10日，希特勒命令德国军队占领了布拉格，成立波希米亚和摩拉维亚保护国。1945年5月5日，布拉格的捷克人发动了反对纳粹占领的布拉格起义。同一天，美军攻占了距离布拉格只有一小时路程的比尔森（而苏联军队尚在摩拉维亚边境），帕顿将军意图解放布拉格，但被艾森豪威尔将军阻止。根据此前在雅尔塔会议上达成的秘密协议，波希米亚将由红军解放。1945年5月9日（德国正式投降的第二天），苏联坦克开进了布拉格。战后，布拉格再次成为捷克斯洛伐克首都。许多捷克人真诚地感谢苏联士兵。战争结束数月后，苏联军队离开捷克斯洛伐克，但苏联保持了对捷克强烈的政治影响。1948年2月，共产党发动非流血政变获取了布拉格政权。
这时，布拉格长期思想活跃的知识分子群体无法适应战后的高压控制，1967年，该市举行的第四次捷克斯洛伐克作家协会大会上，米兰·昆德拉等许多作家开始批评共产党。1968年1月5日，捷克新领袖亚历山大·杜布切克开始政治民主化运动，即布拉格之春。同年8月20日，苏联及华约成员国武装入侵捷克，扑灭了这场运动。  
1989年，柏林墙倒塌后，布拉格街头挤满了人群，开始了天鹅绒革命，捷克斯洛伐克摆脱了共产党和和苏联的影响。1993年，捷克斯洛伐克分治后，布拉格成为捷克共和国的首都。此后布拉格日益受到全球化的影响，2000年爆发了15000人参与的反对全球化的抗议活动。2002年8月，布拉格遭受严重的洪灾，城中多处毁坏，比如布拉格地铁系统遭受重大破坏，幸好主要的景观（如查理大桥）无恙和大多数艺术作品也幸存。

### 历史大事年表
- 870年：布拉格城堡兴建。
- 1085年：布拉格成为波希米亚首都。
- 1344年：布拉格教区升格为总教区。

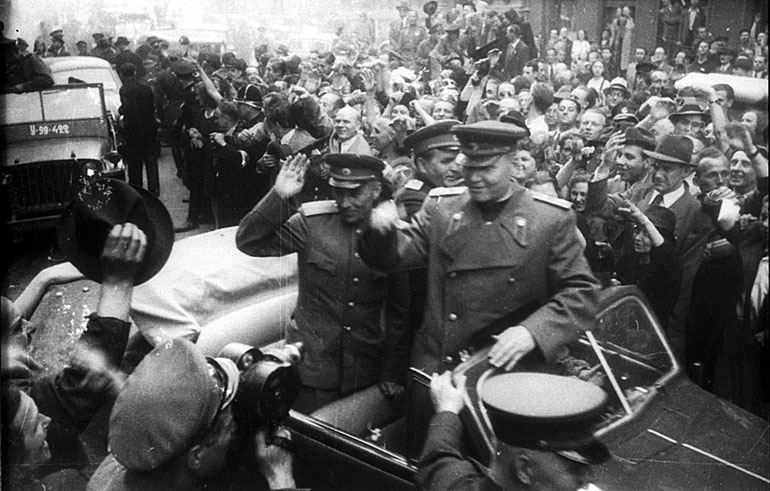
1945年5月，紅軍解放布拉格

- 1346年：查理四世统治，布拉格成为神圣罗马帝国首都。
- 1348年：查理大学成立。
- 1415年：胡斯在康斯坦茨受火刑。
- 1419年：第一次拋窗事件。
- 1583年：鲁道夫二世登基，布拉格第二次成为神圣罗马帝国首都。
- 1618年：第二次拋窗事件，引发三十年战争
- 1621年：白山战役后，27名捷克贵族在老城广场被处死。
- 1648年：布拉格西岸被瑞典军队攻占并抢劫。
- 1741年：被法国-巴伐利亚联军占领。
- 1744年：被普鲁士军队占领。
- 1848年：1848年革命。
- 1890年：大洪水。
- 1918年：第一次世界大战结束，布拉格成为捷克斯洛伐克首都。
- 1922年：布拉格合并一些郊区和邻近城镇。
- 1938年：法国和英国在慕尼黑协定中出卖捷克，德国占领苏台德区，1939年占领全国。
- 1945年：美国空军误炸布拉格，造成数百人死亡。（目标是134千米外的德累斯顿） 。
- 1945年：第二次世界大战末期，布拉格起义抵抗纳粹德国占领，随后红军到达，驱逐德国人。
- 1948年：共产党接管政权。
- 1968年：布拉格之春，苏联军队入侵，扑灭政治自由化。
- 1989年：布拉格成為天鹅绒革命的主要中心，共产党政权倒台。
- 2002年：布拉格遭遇欧洲洪水，部分城市被淹，但主要标志建筑幸存。
- 2023年：查理大学枪击案，捷克共和国独立以来死亡人数最多的枪击事件。

## 地理

從佩特任瞭望塔上拍攝的布拉格全景，布拉格城堡位於照片左側

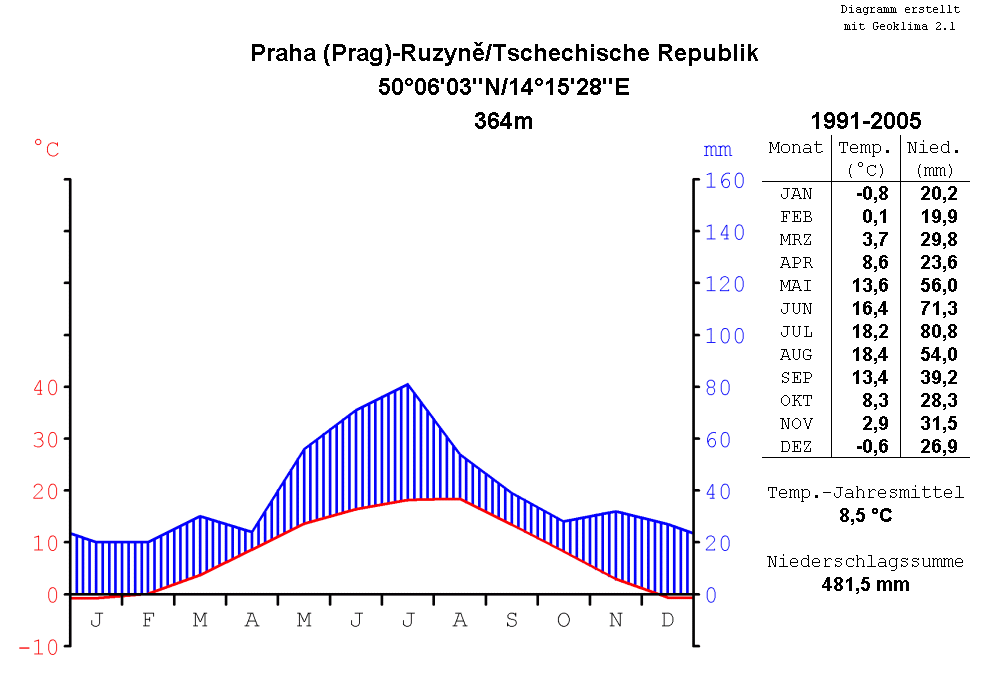
气候资料

布拉格位于欧洲的中心部位，捷克的西部，伏尔塔瓦河河畔，经纬度为50°05"N和14°27"E，其纬度与法兰克福、巴黎和温哥华大致相当。伏尔塔瓦河在北面40公里处的梅尔尼克注入易北河。布拉格向北110公里、向西170公里，均可抵达德国边境；向南170公里，就可抵达奥地利边境；向东北170公里，可抵达波兰边境；向东320公里，则可到达斯洛伐克边境。布拉格与柏林、维也纳、慕尼黑、弗罗茨瓦夫、布拉迪斯拉发等外国大城市的距离都在200-300公里；距离布拉格最近的外国大城市则是德累斯顿，距离布拉格只有130多公里。
布拉格的气候属于典型的溫帶大陸性濕潤氣候，冬季寒冷干燥，夏季温暖潮湿。7月平均气温为18.5摄氏度，1月为-1.1摄氏度。记录的最低气温是−27.5摄氏度，最高气温为37.8摄氏度。
| 布拉格 (1961–1990)  | 布拉格 (1961–1990) | 布拉格 (1961–1990) | 布拉格 (1961–1990) | 布拉格 (1961–1990) | 布拉格 (1961–1990) | 布拉格 (1961–1990) | 布拉格 (1961–1990) | 布拉格 (1961–1990) | 布拉格 (1961–1990) | 布拉格 (1961–1990) | 布拉格 (1961–1990) | 布拉格 (1961–1990) | 布拉格 (1961–1990) |
| 月份                | 1月                | 2月                | 3月                | 4月                | 5月                | 6月                | 7月                | 8月                | 9月                | 10月               | 11月               | 12月               | 全年               |
| ------------------- | ------------------ | ------------------ | ------------------ | ------------------ | ------------------ | ------------------ | ------------------ | ------------------ | ------------------ | ------------------ | ------------------ | ------------------ | ------------------ |
| 历史最高温 °C（°F） | 17.3 (63.1)        | 18.5 (65.3)        | 22.5 (72.5)        | 30.7 (87.3)        | 32.8 (91.0)        | 37.2 (99.0)        | 37.8 (100.0)       | 36.8 (98.2)        | 33.1 (91.6)        | 27.0 (80.6)        | 19.5 (67.1)        | 17.4 (63.3)        | 37.8 (100.0)       |
| 平均高温 °C（°F）   | 0.4 (32.7)         | 2.7 (36.9)         | 7.7 (45.9)         | 13.3 (55.9)        | 18.3 (64.9)        | 21.4 (70.5)        | 23.3 (73.9)        | 23.0 (73.4)        | 19.0 (66.2)        | 13.1 (55.6)        | 6.0 (42.8)         | 2.0 (35.6)         | 12.5 (54.5)        |
| 日均气温 °C（°F）   | −2 (28)            | −0.6 (30.9)        | 3.1 (37.6)         | 7.6 (45.7)         | 12.5 (54.5)        | 15.6 (60.1)        | 17.1 (62.8)        | 16.6 (61.9)        | 13.2 (55.8)        | 8.3 (46.9)         | 3.0 (37.4)         | −0.2 (31.6)        | 7.9 (46.2)         |
| 平均低温 °C（°F）   | −5.4 (22.3)        | −4 (25)            | −1 (30)            | 2.6 (36.7)         | 7.1 (44.8)         | 10.5 (50.9)        | 11.9 (53.4)        | 11.7 (53.1)        | 8.7 (47.7)         | 4.3 (39.7)         | 0.2 (32.4)         | −3.3 (26.1)        | 3.6 (38.5)         |
| 历史最低温 °C（°F） | −27.5 (−17.5)      | −27.1 (−16.8)      | −27.6 (−17.7)      | −8 (18)            | −1.6 (29.1)        | 3.6 (38.5)         | 7.9 (46.2)         | 6.4 (43.5)         | 0.7 (33.3)         | −7.5 (18.5)        | −16.9 (1.6)        | −24.8 (−12.6)      | −27.6 (−17.7)      |
| 平均降水量 mm（）   | 23.5 (0.93)        | 22.6 (0.89)        | 28.1 (1.11)        | 38.2 (1.50)        | 77.2 (3.04)        | 72.7 (2.86)        | 66.2 (2.61)        | 69.6 (2.74)        | 40.0 (1.57)        | 30.5 (1.20)        | 31.9 (1.26)        | 25.3 (1.00)        | 525.8 (20.70)      |
| 平均降雪量 cm（）   | 17.9 (7.0)         | 15.9 (6.3)         | 10.3 (4.1)         | 2.9 (1.1)          | 0.0 (0.0)          | 0.0 (0.0)          | 0.0 (0.0)          | 0.0 (0.0)          | 0.0 (0.0)          | 0.1 (0.0)          | 8.4 (3.3)          | 15.9 (6.3)         | 71.4 (28.1)        |
| 平均降水天数        | 6.8                | 5.6                | 6.2                | 7.3                | 9.8                | 10.3               | 9.1                | 8.8                | 7.0                | 5.5                | 7.0                | 6.8                | 90.2               |
| 平均相對濕度（％）  | 85                 | 82                 | 76                 | 70                 | 70                 | 71                 | 70                 | 72                 | 77                 | 81                 | 85                 | 85                 | 77                 |
| 月均日照時數        | 50.0               | 72.4               | 124.7              | 167.6              | 214.0              | 218.3              | 226.2              | 212.3              | 161.0              | 120.8              | 53.9               | 46.7               | 1,667.9            |
| 来源1：世界气象组织 |                    |                    |                    |                    |                    |                    |                    |                    |                    |                    |                    |                    |                    |
| 来源2：NOAA         |                    |                    |                    |                    |                    |                    |                    |                    |                    |                    |                    |                    |                    |

## 人口
在布拉格的大部分历史时期中，一直处于多种族杂居状态，主要是德意志人、捷克人和犹太人（说意第绪语或德语）。纳粹德国占领布拉格后，该市大部分犹太人遭受屠杀，活到战后的少数犹太人也纷纷移居以色列（1948年建国）。战前布拉格有5万犹太人，到1990年代初，仅剩约800人。在19世纪，布拉格的德意志人与捷克人人数几乎相等，工商业和文化事业基本掌握在德意志人手里。第一次世界大战结束后奥匈帝国瓦解，捷克独立建国，布拉格德意志人的比例有所下降。第二次世界大战结束时，住在布拉格的德意志人基本全部被驱逐出境，在这过程中曾发生过对德意志人的集体屠杀，但今天已经无法确知受害者的数目。此后，布拉格基本上是单一民族捷克人的城市。根据2011的人口普查，人口中14％是外来移民。
2006年，布拉格登記注册的人口為118.3万，約占捷克全国人口（1060萬）的11%。人口密度为2392人/平方千米。
| 1230  | 1370   | 1600   | 1804   | 1837    | 1850    | 1880    | 1900    | 1925    | 1950    | 1980      | 1991      | 2004      |
| ----- | ------ | ------ | ------ | ------- | ------- | ------- | ------- | ------- | ------- | --------- | --------- | --------- |
| 4,000 | 40,000 | 60,000 | 76,000 | 105,500 | 118,000 | 162,000 | 201,600 | 718,300 | 931,500 | 1,182,800 | 1,214,174 | 1,170,571 |

- 1230年數據只包括老城。
- 1370年和1600年数据包括城堡区、小城、老城和新城。

## 文化

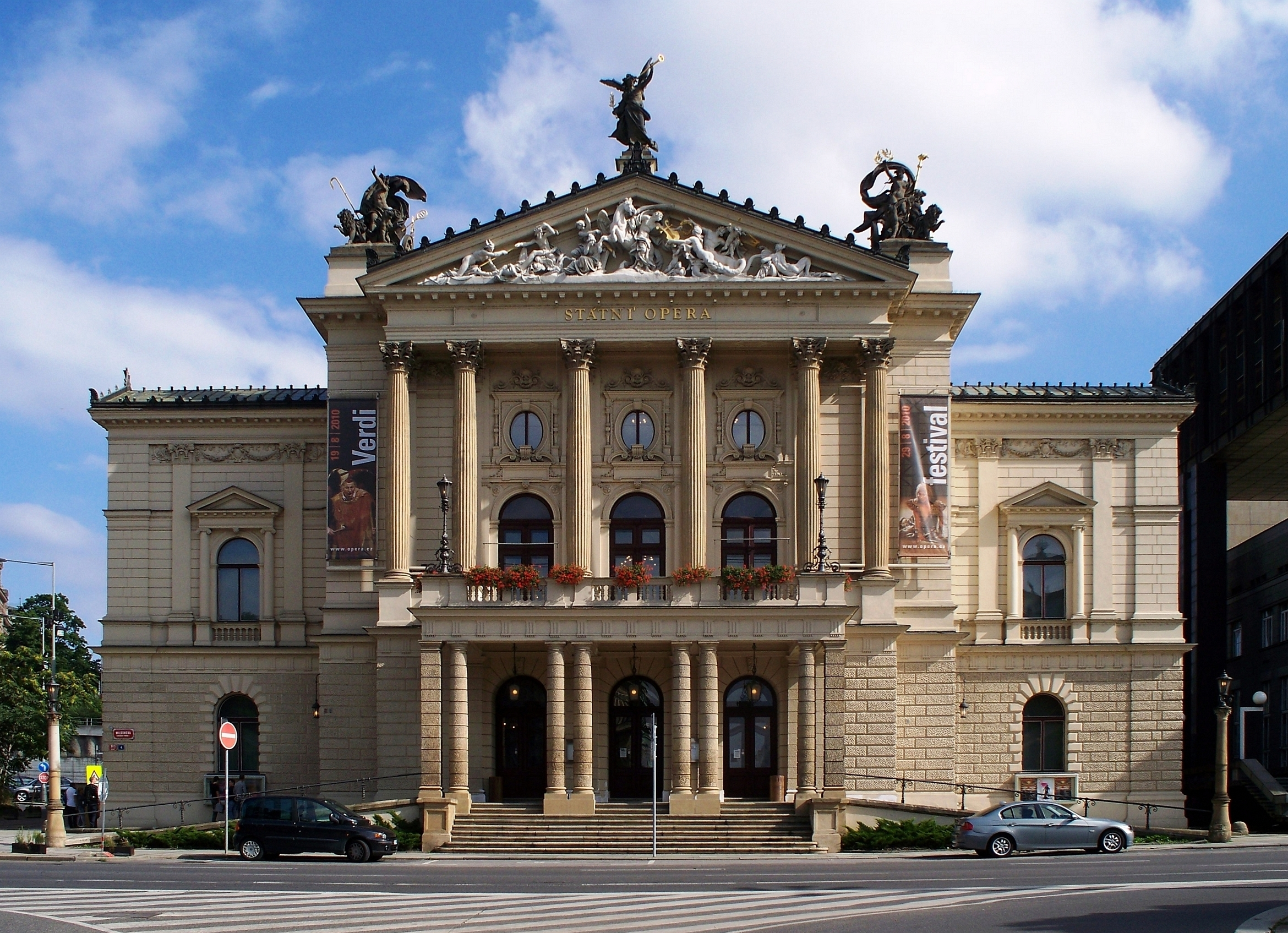
歌剧院
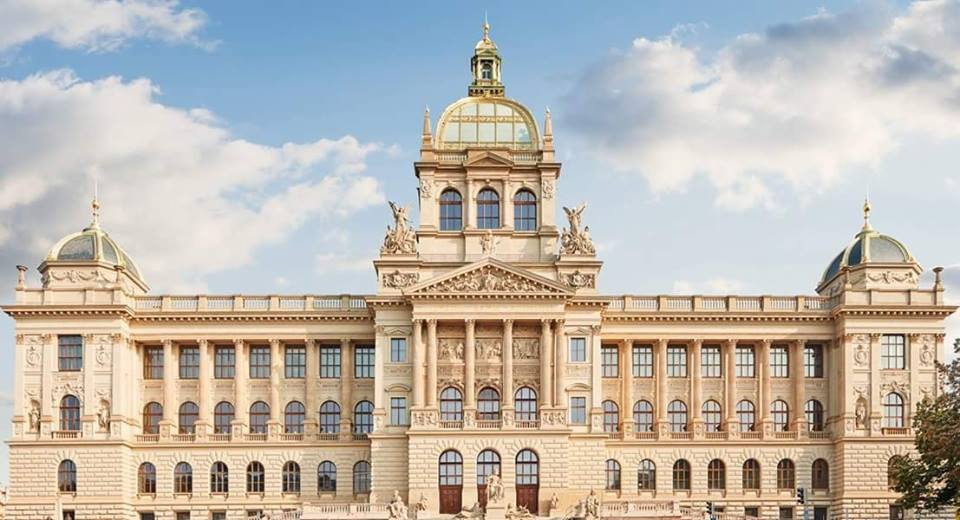
国家博物馆
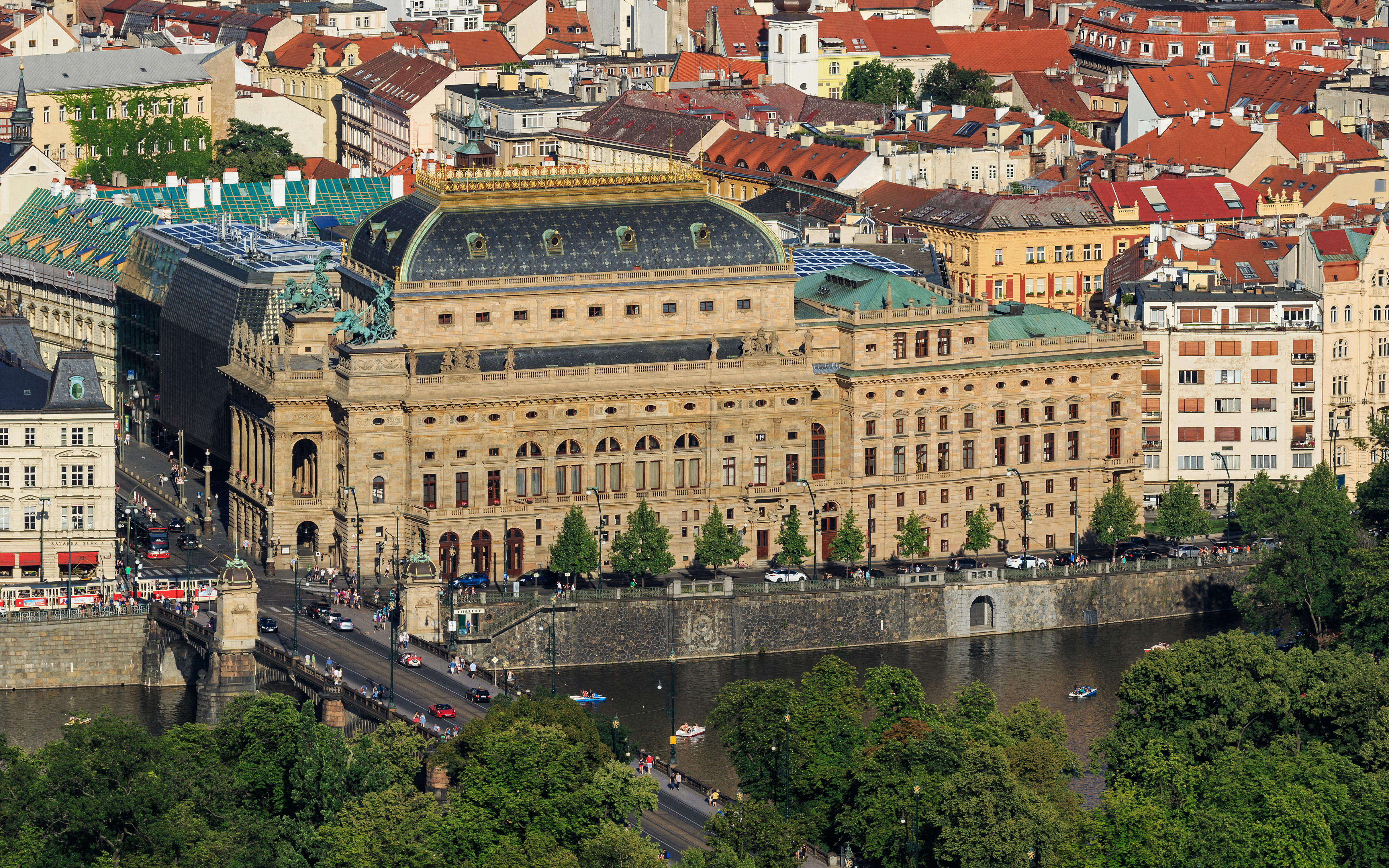
剧院
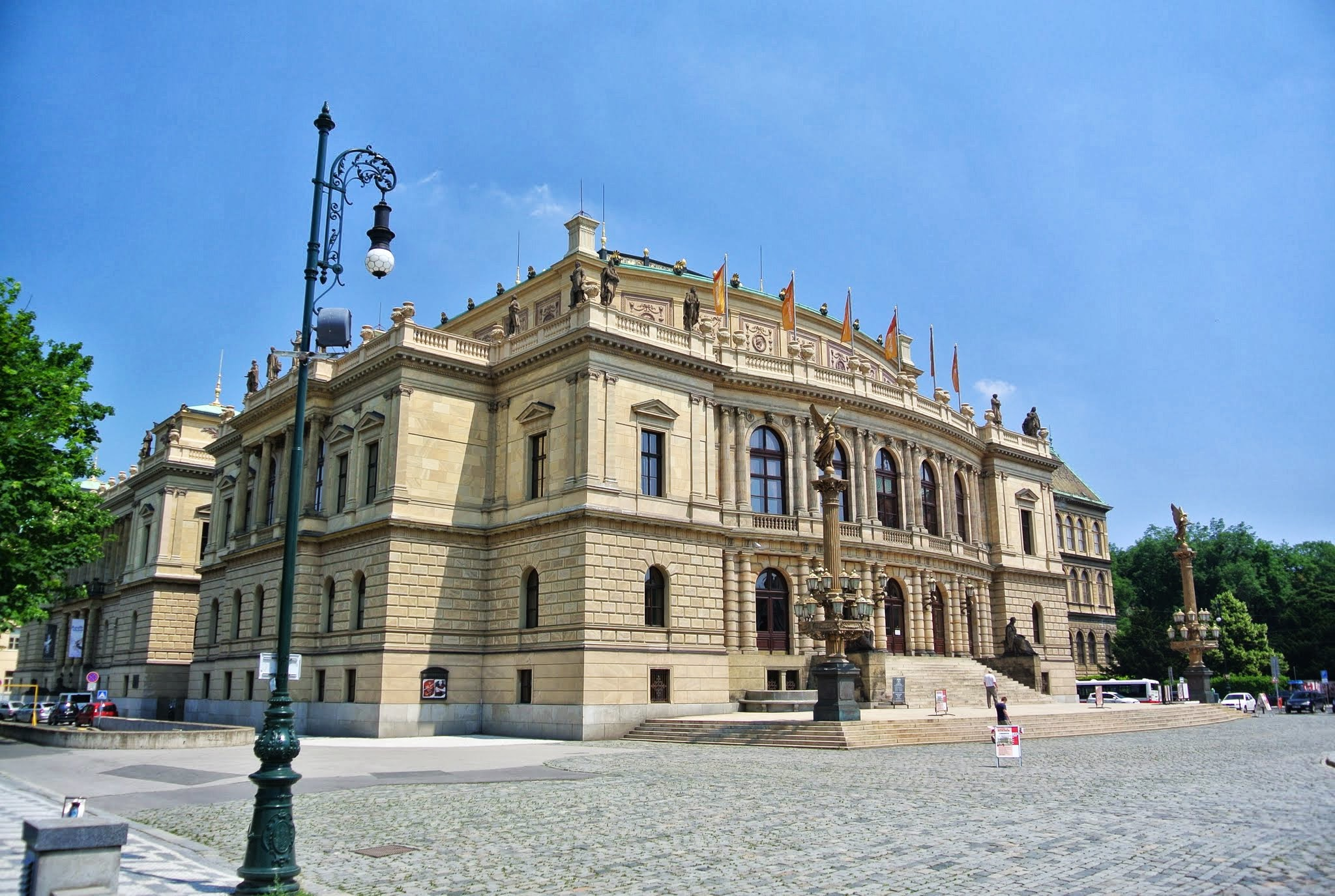
鲁道夫宫

### 文化设施
布拉格是欧洲传统的文化中心之一，文化艺术气氛浓郁，拥有有数以百计的音乐厅、画廊、电影院和音乐俱乐部。著名的文化设施有布拉格国家歌剧院（Státní opera Praha）、布拉格国家剧院（Národní Divadlo, Prague）、鲁道夫音乐厅（设有捷克爱乐乐团）、国家博物馆、国家图书馆、国家美术馆等。

### 年度文化活动
一年中，布拉格每个月都要主辦一些國際性的文化活动，其中尤以各种音乐活动最为显著。布拉格之春国际音樂節是一个有国际影响的音乐盛事，开始于1946年，在每年的5月12日（斯美塔那逝世纪念日）开幕，每次开幕演出的序曲都是斯美塔那的交响诗组曲《我的祖国》。此外，布拉格每年举办的音乐活动还有布拉格之冬古典音乐、歌剧和芭蕾舞表演（每年1月）、国际捷克莫拉维亚铜管音乐节（每年6月）、老音乐之夏（每年7月）、布拉格和恩（每年8月）、国际四重奏音乐节（每年8月）、国际风琴音乐节（每年8-9月）、国际小铜管乐节（每年9月）、布拉格之秋国际音乐节（每年9-10月）、圣瓦茨拉夫节民间颂礼音乐节（每年9月）、国际爵士乐节（每年10月）、国际学生管弦乐节（10月、11月）、传统的布拉格城堡古典音乐节（10月-12月）、国际耶诞音乐节（每年11-12月）等。每年在布拉格举办的国际电影节也有3项之多，包括当代欧洲电影节（每年1-2月） 、国际影视视频节目节（又译为菲比奥国际影展，每年3月）、同一个世界国际电影节（每年4月）。自从1999年起，布拉格每年5月还举办国际流浪文化节，呈现出浓郁的吉普赛风情。此外，在布拉格举行的年度文化活动还有布拉格世界国际图书展、国际木偶节、布拉格作家节（国际作家笔会）、莎士比亚之夏、维尔蒂传统歌剧节等。
| 时间       | 事件                                 |
| ---------- | ------------------------------------ |
| 1月        | 布拉格之冬古典音乐、歌剧和芭蕾舞表演 |
| 1月、2月   | 当代欧洲电影节                       |
| 3月        | 国际影视视频节目节（菲比奥国际影展） |
| 4月        | 同一个世界国际电影节                 |
| 5月        | 布拉格世界国际图书展                 |
| 5月        | 国际流浪文化节                       |
| 5月、6月   | 布拉格之春国际音乐节                 |
| 6月        | 国际木偶节                           |
| 6月        | 跳舞的布拉格国际当代舞蹈节           |
| 6月        | 国际捷克莫拉维亚铜管音乐节           |
| 6月、9月   | 莎士比亚之夏                         |
| 7月        | 老音乐之夏                           |
| 8月        | 布拉格和恩（音乐节）                 |
| 8月        | 国际四重奏音乐节                     |
| 8月、9月   | 国际风琴音乐节                       |
| 8月、9月   | 维尔蒂传统歌剧节                     |
| 9月        | 圣·瓦茨拉夫节民间颂礼音乐节          |
| 9月        | 国际小铜管乐节                       |
| 9月-10月   | 布拉格之秋国际音乐节                 |
| 10月       | 国际爵士乐节                         |
| 10月、11月 | 国际学生管弦乐节                     |
| 10月、11月 | 布拉格德语表演节                     |
| 10月-12月  | 传统的布拉格城堡古典音乐节           |
| 11月-12月  | 国际耶诞音乐节                       |

### 音乐
在布拉格可以听到各种不同类型的音乐，包括来自美国的爵士乐的潮流，布拉格有不少高水准的爵士乐俱乐部，甚至在查理大桥也有爵士乐队露天演出。美国总统比尔·克林顿首次访问捷克时，也曾与捷克总统哈韦尔合作演奏爵士乐。不过更能代表布拉格品位的还是传统的古典音乐，历史上，布拉格是莫扎特、斯美塔那、德沃夏克等音乐家重要的活动场所，《唐璜》等多部著名歌剧在此首演。
布拉格大街小巷都能听到美妙的音乐之声。很多著名的历史古迹更是经常举办各种高水准的音乐会。无论是在 Municipal House 举行的布拉格皇家乐团音乐会， 还是布拉格乡间别墅的德沃夏克音乐会或是在捷克国家木偶剧院给小朋友举办的木偶音乐会都是游客不得不体验的精彩。

### 教育
布拉格拥有10所大学和学院。其中查理大学成立于1348年，是中欧和东欧最古老的大学。其他9所大学与学院分布在城中，包括布拉格捷克理工大學（CVUT，成立于1707年），美术学院（AVU，成立于1800年），艺术、建筑与设计学院（VŠUP，成立于1885年），布拉格化工学院（VŠCHT，成立于1920年），戏剧学院（AMU，成立于1945年），捷克农业大学（ČZU，成立于1906年/1952年），布拉格经济大学（VŠE，成立于1953年），布拉格纽约大学（UNYP，成立于1997年）、信息论与自动控制学院（UTIA，成立于1959年）。

### 体育

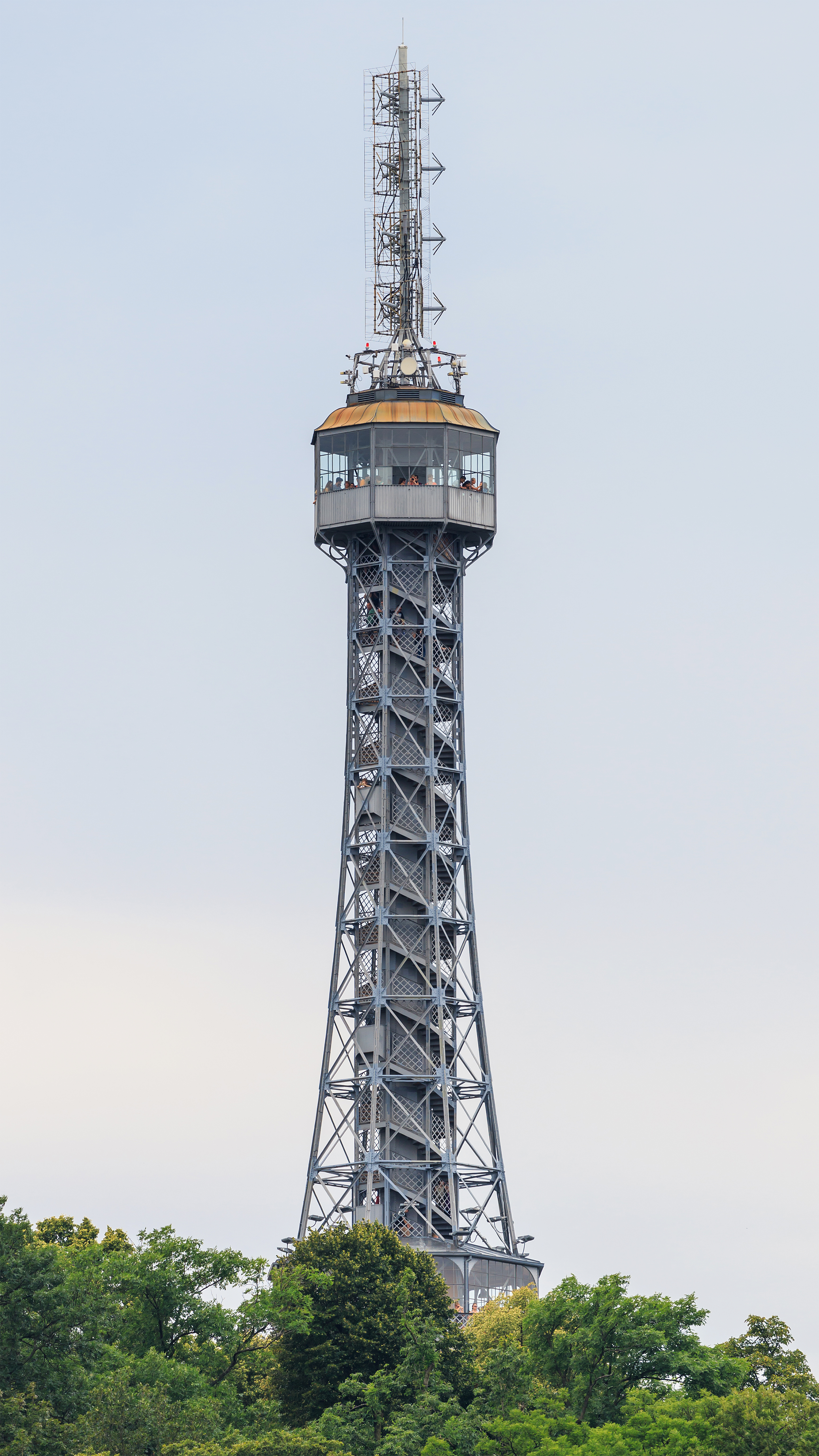
佩特任瞭望塔

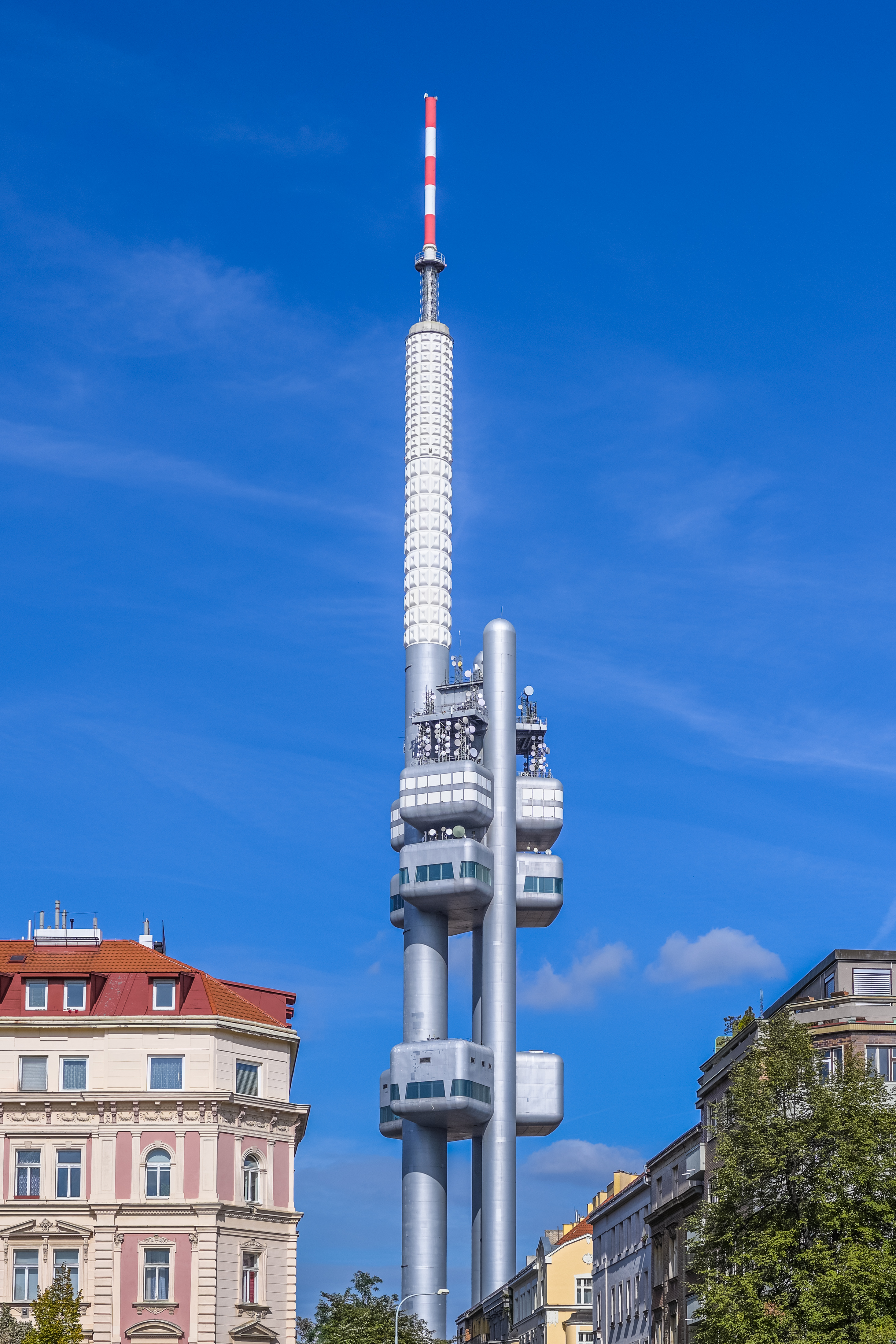
日熱科夫電視塔

冰球和足球是布拉格主要的运动项目，拥有布拉格斯巴达足球俱乐部和布拉格斯拉維亞等属于歐洲足球聯合會的著名球队。布拉格还拥有世界最大的室外体育场——斯特拉沃夫体育场，它建成于1934年，能容纳22万名观众。该市每年5月还举办布拉格国际马拉松比赛。

### 会议中心
布拉格也是一个重要的国际会议中心，自2000年以来，在该市举行的重要会议有：2000年国际货币基金组织和世界银行首脑会议（引发当地群众的反全球化抗议活动）、2002年北约首脑会议（宣布北约第2轮东扩7个国家的名单）、2003年国际奥委会第115次全会（选定2010年第21届冬季奥运会的举办城市，并开展奥林匹克休战协议签名活动）等。

## 景观
自从铁幕倒下以后，布拉格再度成为欧洲（和世界）最受欢迎的旅游目的地之一。它是欧洲居第6位的旅游城市，外国游客人数仅次于伦敦、巴黎、罗马、马德里和柏林。多年以来，来到布拉格的外国游客以德国人最多，但到2004年，英国游客数目已经达到60万人，超过了德国游客；意大利位居第三，有30万名游客来到布拉格。 布拉格在第二次世界大战期间遭受的破坏比欧洲其他大城市轻得多，因而大部分历史建筑得以原封不动地保留了下来。在这裏，可以看到世界上最简朴和最繁复的建筑风格，从罗马式、哥特式建筑、文艺复兴、巴洛克、洛可可、新古典主义、新艺术运动风格到立体派和超现代主义。而其中数量最多、也最著名的仍是哥特式和巴洛克式建筑，使得布拉格市区各种尖塔和圆顶高低错落，连成一片片的塔林，因而布拉格拥有“千塔之城”的称号。这些建筑的屋顶多为朱红色，墙面多为象牙黄色，在阳光下显得金碧辉煌，因而又有“金色的布拉格”的美誉。

### 城堡区
在布拉格的众多景观中，最重要的应该要算布拉格城堡和圣维特主教座堂。布拉格城堡位于伏尔塔瓦河西岸的小山上，其历史可以追溯到公元9世纪，已有1000多年的历史。布拉格城堡长570米，平均宽约130米，是世界最大的古城堡。这座城堡包括波希米亚国王、神圣罗马帝国皇帝的王宫，也是1618年5月23日第二次布拉格拋窗事件的发生地点；后来的捷克斯洛伐克和捷克共和国的历届总统也都在此办公。城堡内保存着波希米亚王国的王冠，还收藏有16到18世纪意大利、德国、荷兰等国绘画作品4,000馀幅。圣维特主教座堂兴建于14世纪查理四世时代，直到1929年才完全建成，它不仅是布拉格总教区的主教座堂，也是神圣罗马帝国皇帝的加冕教堂。查理四世将它建成全城最为显赫的一座建筑，这也是中欧地区的第一座哥特式大教堂，以其金色大门、飞扶壁和独特的波希米亚风格室内装饰而著称，两座尖塔高达97米。城堡区其他的名胜还有圣乔治修女院和黄金巷。修女院内收藏了不少14-16世纪哥特、文艺复兴和巴洛克时期的艺术品；黄金巷两侧均为小巧房舍，昔日曾是为国王炼金的术士们聚居之处，现在则改为出售手工艺品的店铺。卡夫卡故居位于该巷22号。　　　　

### 小城区
查理大桥是伏尔塔瓦河流经布拉格市区河段10几座桥梁中最著名的一座，长520米，宽10米，兴建于1357年，桥上有30尊精美的圣徒雕像。这座桥上汇集了各种露天艺术表演，是体验布拉格波希米亚风情的重要场所，当然也是布拉格游客最为密集之处。小城区是当年的德国人区，尤以巴洛克式教堂为特色，包括圣尼古拉教堂、胜利之后圣母堂和圣多马教堂等。约翰·列侬墙也位于小城区。

### 舊城区

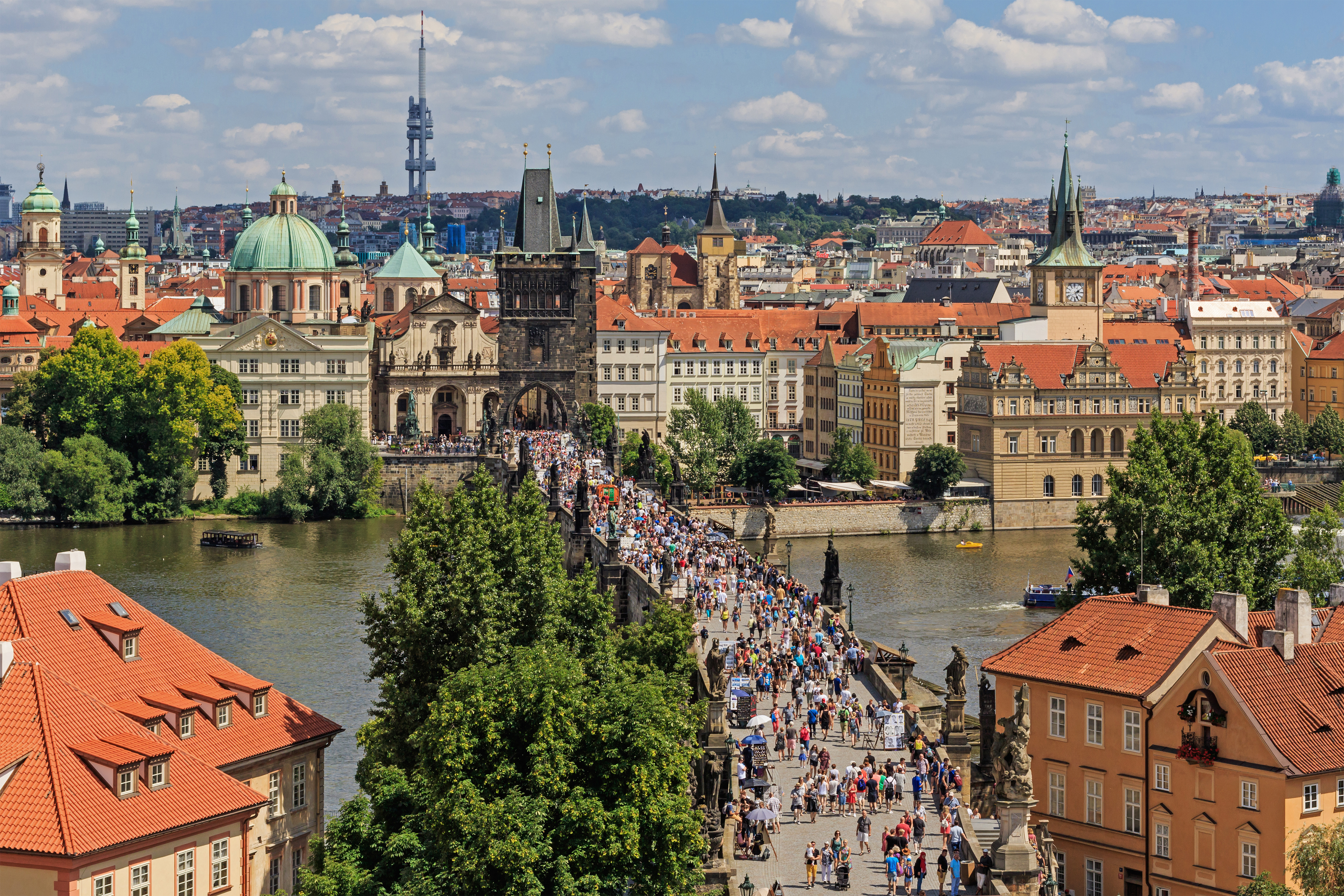
查理大桥
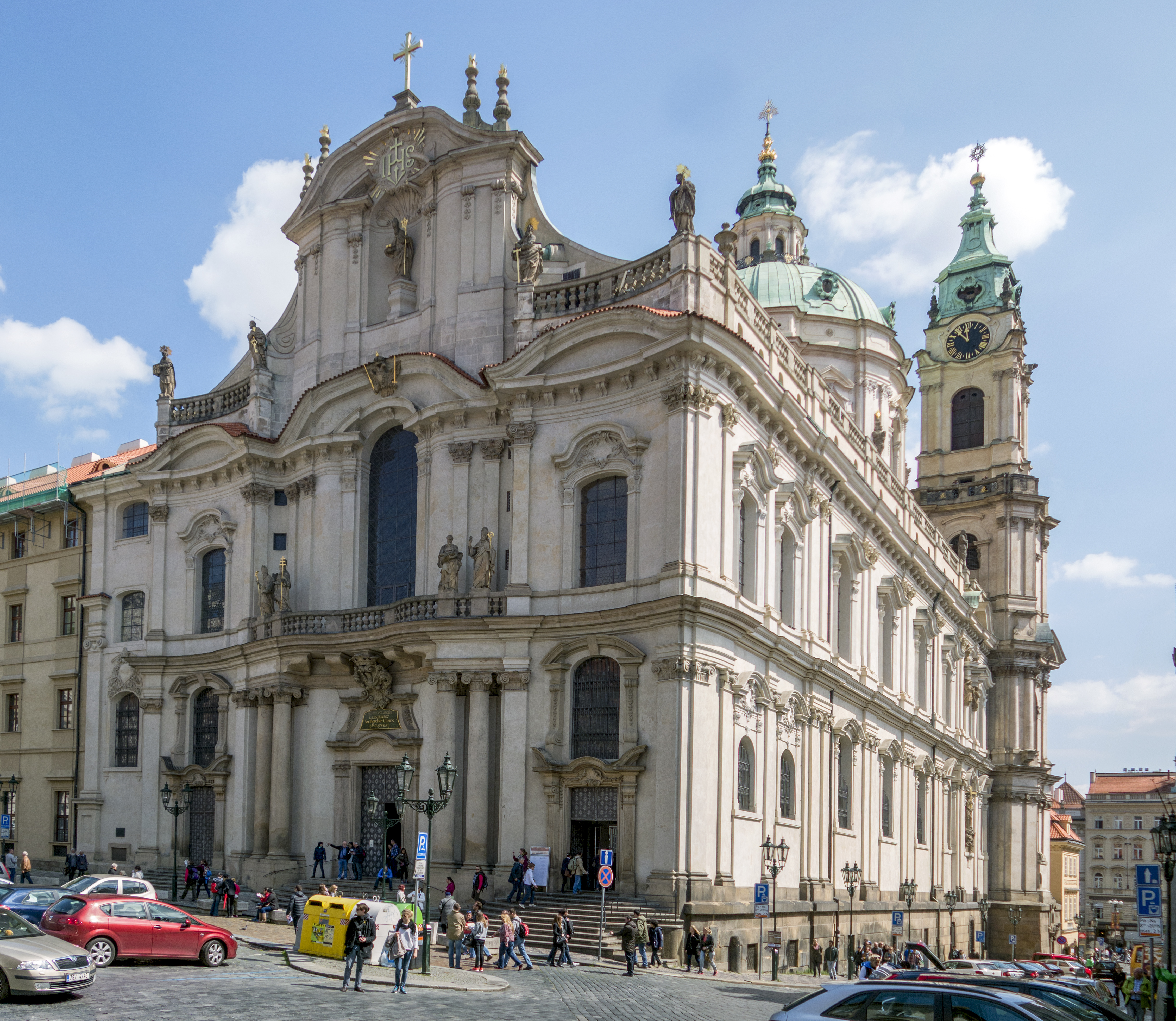
圣尼各教堂
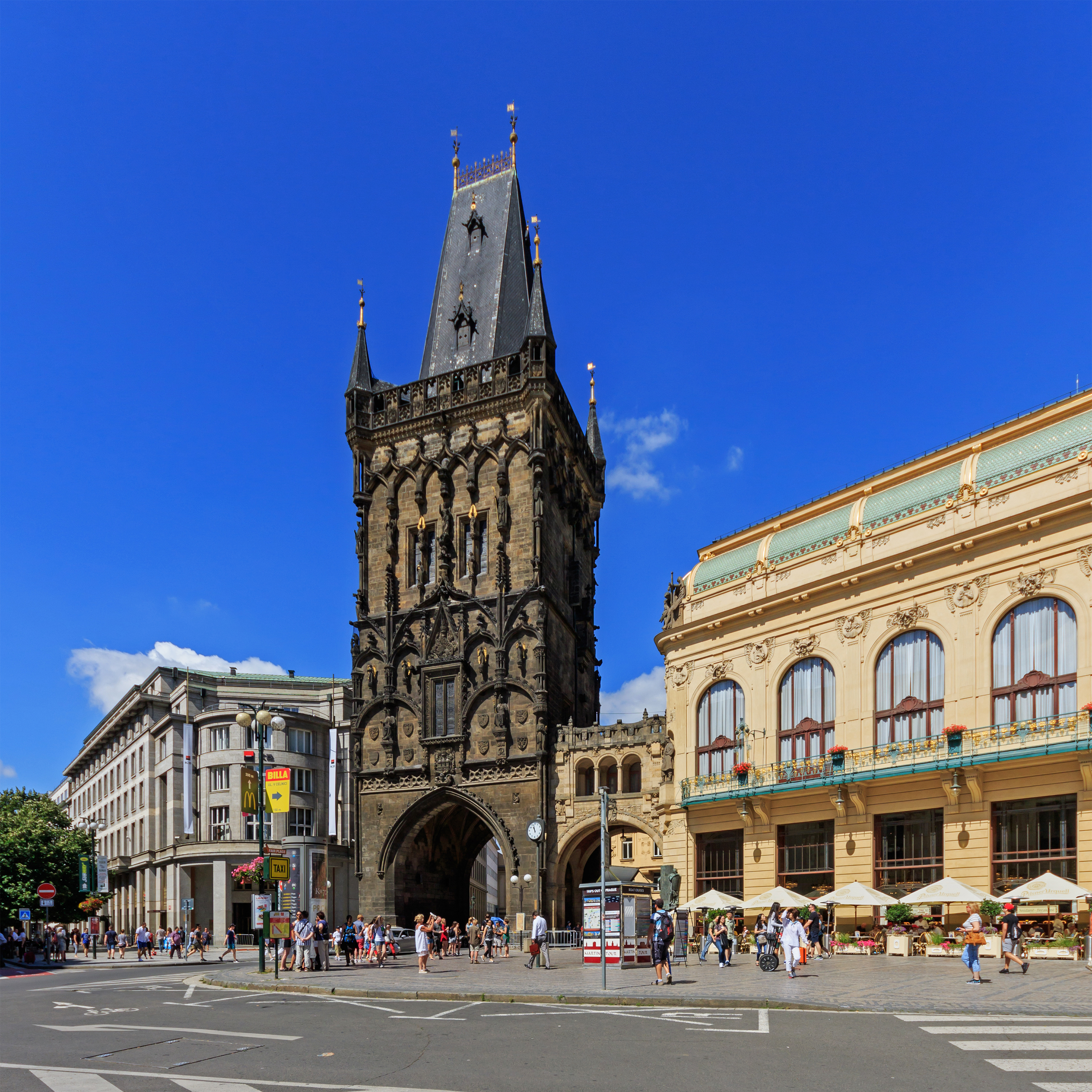
火药塔
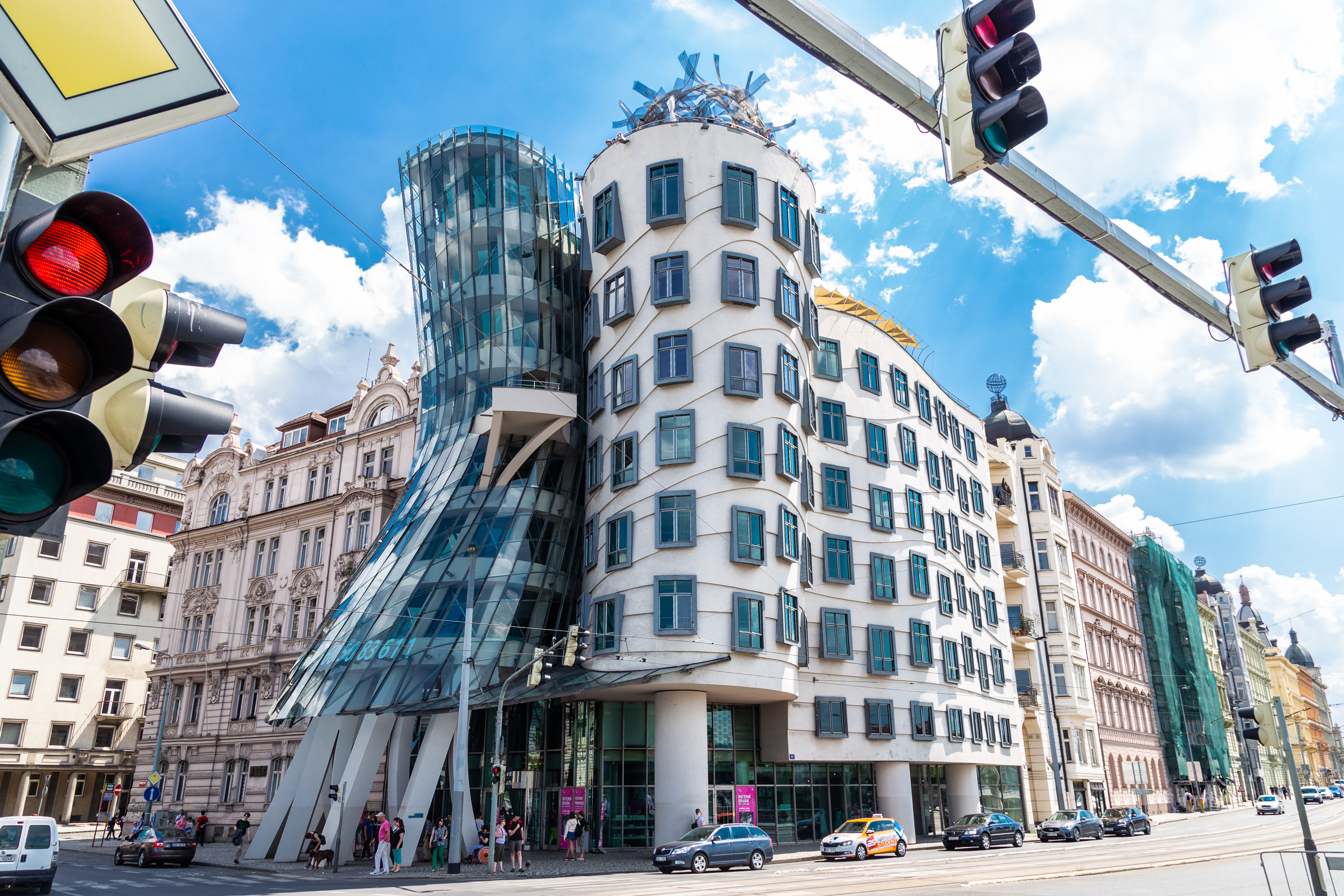
跳舞的房子

舊城区有布拉格著名的舊城广场，又常稱為布拉格广场或是胡斯广场。廣場竖立着宗教改革先驅，被羅馬教廷燒死的胡斯的纪念碑，周围则聚集着各种风格的建筑：哥特式的廷教堂（俗称魔鬼教堂，黑色墙面）、巴洛克风格的圣尼古拉教堂，以及老市政厅。在旧市政厅的外墙上，有著名的布拉格天文钟。

### 新城区
新城区有布拉格最大、最繁华的瓦茨拉夫广场，长750米，宽60米，广场中心有瓦茨拉夫雕像，周围是华丽的古典式大楼，其中包括新文艺复兴式的国家博物馆和欧洲大饭店。在伏尔塔瓦河畔，还有一幢造型奇特的跳舞的房子，又名“弗莱德与琴吉的房子”，是1992年加拿大建筑师法兰克·盖瑞的作品，作为银行使用。

### 犹太区
犹太区也是布拉格的特色所在，拥有老犹太公墓和老新犹太会堂。另有新犹太公墓（包括弗兰兹·卡夫卡的墓地）。

### 高堡
高堡是布拉格城市的发祥地，有着高贵的公主与英俊的农夫相爱的美丽传说；它高踞在山崖上，居高临下，成为俯瞰布拉格全城美景的观景台。

## 经济
布拉格是捷克的经济中心,占全国GDP的25％。传统上，布拉格的工业以机械制造为主，产品有运输机械（汽车、机车和车辆）、机床、电机等。工业区位于城市的西南郊和东南郊。1990年代以来，布拉格的经济结构发生巨大变化，重工业比重明显下降。2004年，布拉格的人均GDP为33,784（购买力平价），超过捷克共和国全国的两倍，为欧盟平均水平的157.1%。布拉格在欧盟最富裕的地区中排名第12位。不过其价格水平仍然显著低于同类城市。该市也成为许多跨国公司的欧洲总部。在2011年的调查中，布拉格被评为中欧和东欧经商的最佳城市。在2005年，布拉格被《经济学人》中欧和东欧城市宜居排行榜中排行第3。
自从1990年代末，布拉格成为包括好莱坞在内许多外国电影公司的热门外景地。与许多欧洲城市不同，布拉格在第二次世界大战期间未遭受严重破坏，该市经常被用来表现其他战前欧洲城市，例如阿姆斯特丹或伦敦。 建筑、低成本、避税和现有的电影基础设施，这些结合起来，对国际电影制片公司产生了相当的吸引力。

## 交通

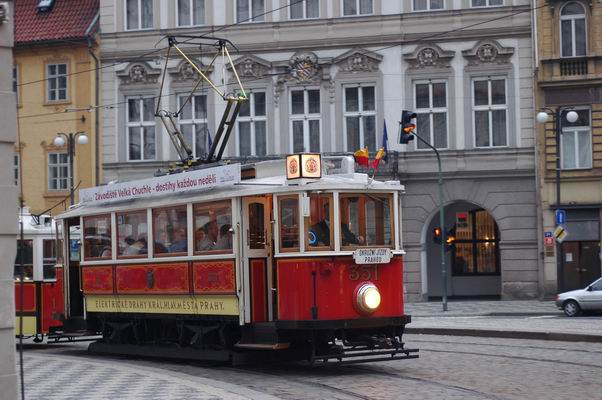
穿过市中心的91路“怀旧电车”

### 公共交通
布拉格的公共交通设施是一个完整的交通系统，包括地铁、电车、公共汽车、通勤鐵路、一条上Petřín山的索道，以及布拉格动物园的架空缆车。该市的地铁于1974年开始投入使用，现有A、B、C三条线路，总长57.4公里，共计有54个车站。电车开通于1920年代，目前共有26條路線，包括2條怀旧电车路線。所有这些服务使用一个共同的售票系统－布拉格整合大眾運輸(Pražská Integrovaná Doprava)，并都由首都布拉格交通公司（Dopravní podnik hl. m. Prahy）统一运营（通勤鐵路Esko除外）。

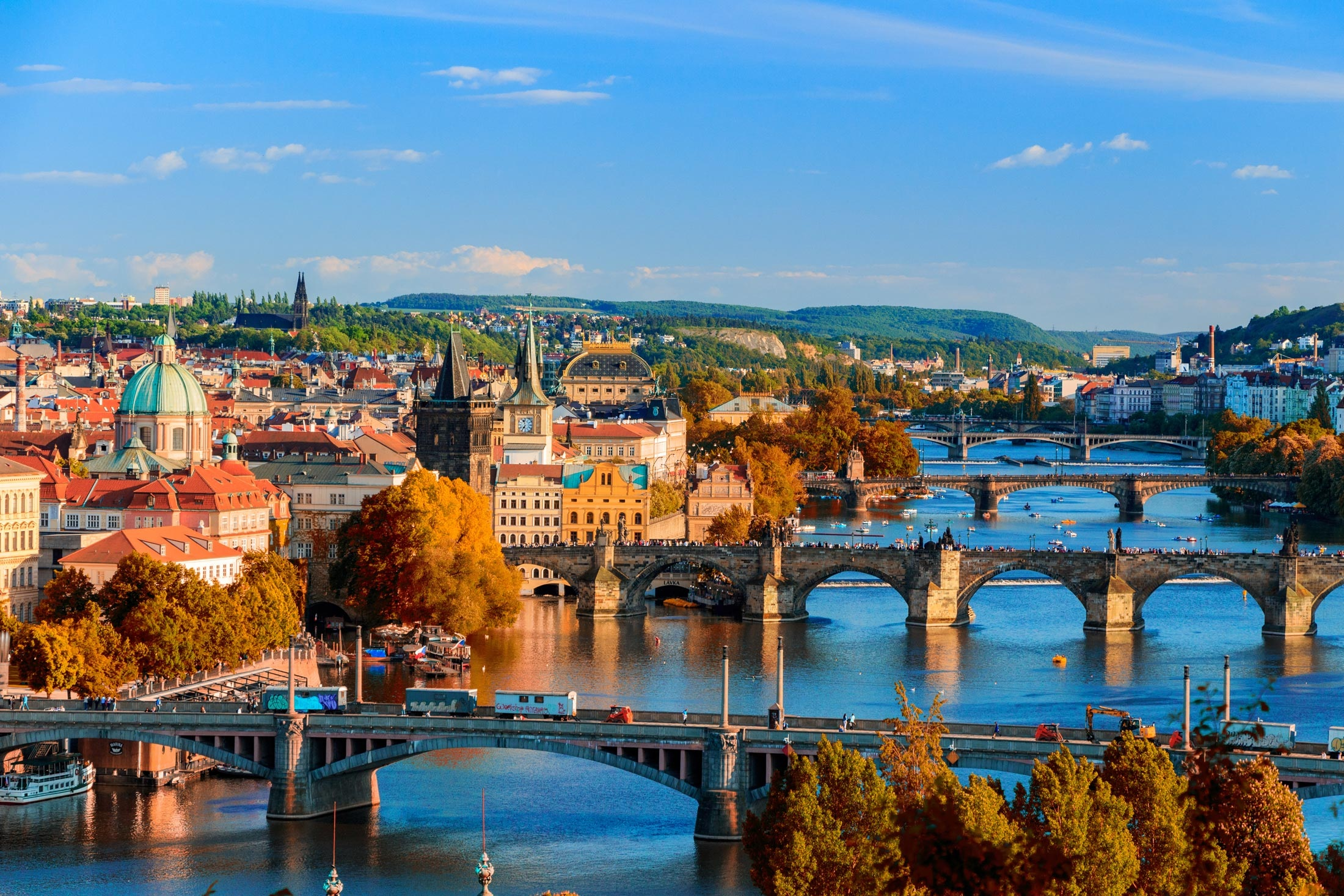
布拉格的桥梁

### 铁路
1842年，布拉格兴建了第一条铁路。布拉格是捷克铁路网的枢纽，从这里可以到达捷克共和国的每个地方，以及直达邻国的许多地方。布拉格有2个国际火车站和许多较小的郊区车站，其中1871年建成的中央火车站为最主要和最大的车站。

### 航空
布拉格郊區鲁济涅的瓦茨拉夫·哈維爾國際機場是捷克的國家航空公司捷克航空公司的总部，是一个年客运量达500万人次的大型国际机场。每天这里有一些往返英国和其他国家廉价航班。哈維爾国际机场被认为是欧洲最现代化的机场之一。

## 名人

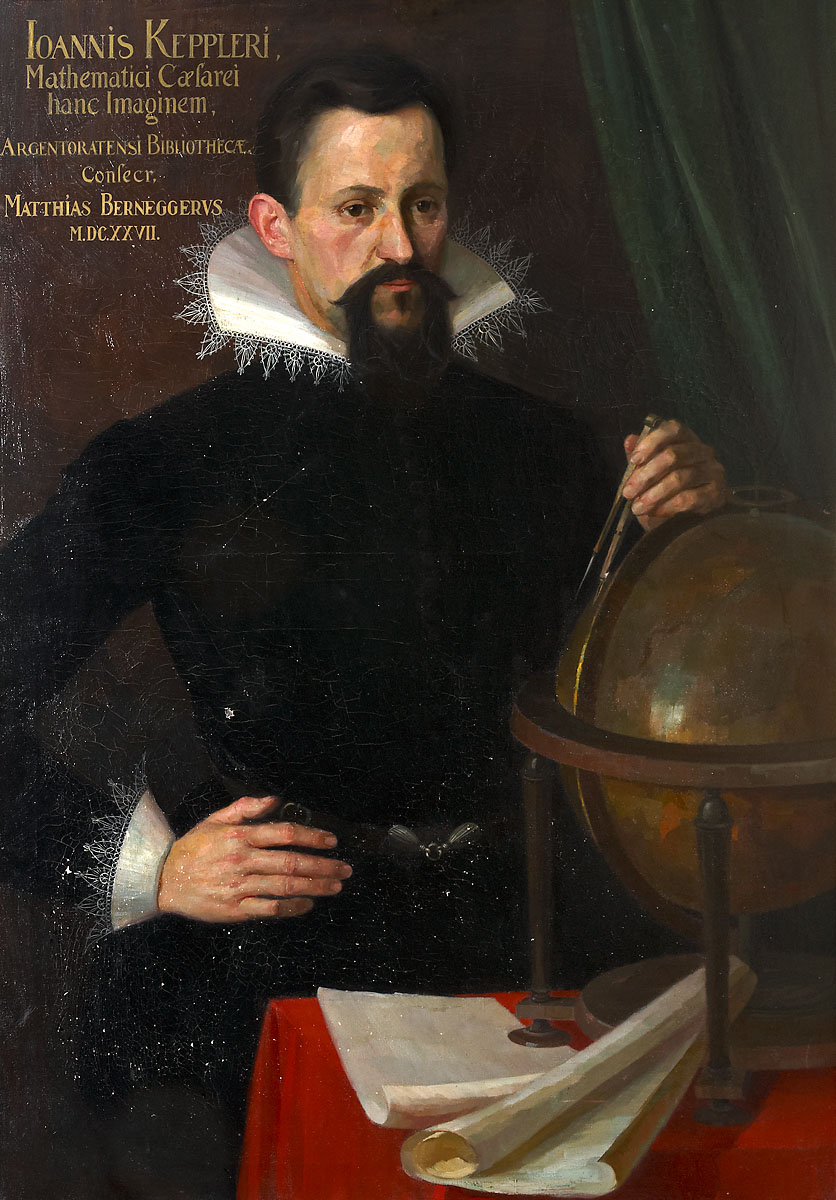
约翰尼斯·开普勒

作为波希米亚的经济文化中心，布拉格吸引了许多名人，其中最著名的有：
- 查理四世（1316–1378） 神圣罗马帝国皇帝
- 约翰·胡斯 （1369–1415）宗教改革领袖
- 鲁道夫二世（1552—1612）
- 开普勒（1571—1630）
- 里尔克 （1875–1926）
- 莫扎特 - 奥地利作曲家
- 斯美塔那（1824–1884）
- 德沃夏克（1841–1904）
- 扬·聂鲁达（1834–1891）
- 马科斯·韦特墨（1880-1943），格式塔心理学的创始人
- 雅罗斯拉夫·哈谢克 （1883–1923）
- 弗兰兹·卡夫卡 (1883–1924）
- 爱因斯坦 - 20世纪最重要的科学家之一（1879—1953）
- 米兰·昆德拉 （1929—2023）
- 哈维尔（1936-2011）
- 玛德琳·奥尔布赖特 （1937-2022）前美国国务卿

## 友好城市
- 德国汉堡（1990年）
- 德国法兰克福（1990年）
- 美国芝加哥（1990年）
- 德国纽伦堡（1990年）
- 西班牙巴塞罗那（1991年）
- 德国班贝格（1991年）
- 俄羅斯圣彼得堡（1991年）
- 美国凤凰城（1992年）
- 俄羅斯莫斯科（1995年）
- 德国柏林（1995年）
- 日本京都（1996年）
- 法國巴黎（1997年）
- 比利时布鲁塞尔（2003年）
- 希腊雅典
- 荷蘭鹿特丹[40]
- 中华人民共和国广州（2013年）
- 中華民國臺北（2020年）[41][註 1]

2019年10月7日解除與中華人民共和國北京的姐妹市關係。2020年1月13日與中華民國（臺灣）臺北締結姊妹市後，上海隨即宣布解除與其友好城市關係。

## 延伸阅读

### 德语文献
- Detlev Arens: Prag. Kultur und Geschichte der „Goldenen Stadt“. DuMont-Kunst-Reiseführer. 3., aktualisierte Auflage. DuMont, Ostfildern 2005, ISBN 3-7701-4303-5
- Michael Bussmann, Gabriele Tröger: Prag. 3., aktualisierte und erweiterte Auflage. M. Müller, Erlangen 2005, ISBN 3-89953-205-8
- Sabine Herre: Prag. Polyglott-Reisebuch. München 2004, ISBN 3-493-60381-9
- Jindřich Lion: Jüdisches Prag – Jewish Prague. Mandelbaum-Verlag, Wien 2005, ISBN 3-85476-139-2
- Jozef Petro, Karin Werner: Prag und Umgebung. 6., komplett aktualisierte Auflage. Reise-Know-how-Verlag Rump, Bielefeld 2005, ISBN 3-8317-1310-3
- Emanuel Poche: Prag. Ein Bildhandbuch. Kunstdenkmäler in der Tschechoslowakei. Ed. Leipzig, Leipzig 1978
- Madeleine Reincke u. a.: Prag. Baedeker-Allianz-Reiseführer. 12. Auflage, völlig überarbeitet und neu gestaltet. Baedeker, Ostfildern 2005, ISBN 3-8297-1044-5
- Harald Salfellner: Prag. Ein Reiseführer. Vitalis, Prag 2005, ISBN 3-89919-022-X
- Harald Salfellner: Prager Cafes, Vitalis, Prag 2005, ISBN 3-89919-088-2
- Vladimir Soukup u. a.: Prag. Vis-à-vis. Aktualisierte Neuauflage. Dorling Kindersley, München/Starnberg 2005, ISBN 3-928044-39-7